# Ann-Cecilie Larsen
Ann-Cecilie Larsen (Fredrikstad, 14 de febrero de 1980) es una física nuclear y astrofísica nuclear noruega, conocida sobre todo por su investigación de velocidades de reacción en la creación astrofísica de elementos pesados. Es profesora asociada de física en la Universidad de Oslo.

## Educación y carrera
Larsen es originaria de Fredrikstad, en la costa sur de Noruega, cerca de la frontera sueca. Su profesor de física en la escuela secundaria, Erik Svendsen, la inspiró para estudiar Físicas en la Universidad de Oslo, donde obtuvo una licenciatura en 2004 y un doctorado en 2008.
Permaneció en Oslo como investigadora postdoctoral y, finalmente, miembro de la facultad. También ha visitado la Universidad Estatal de Míchigan, la Universidad de California, Berkeley y el Laboratorio Nacional Lawrence Berkeley como becaria Fulbright.

## Reconocimientos
Larsen recibió el premio Joven Investigador Excelente del Consejo de Investigación de Noruega en 2016, y fue elegida miembro de la Academia Noruega de Ciencias y Letras en 2017.